# Johannes Knudsen

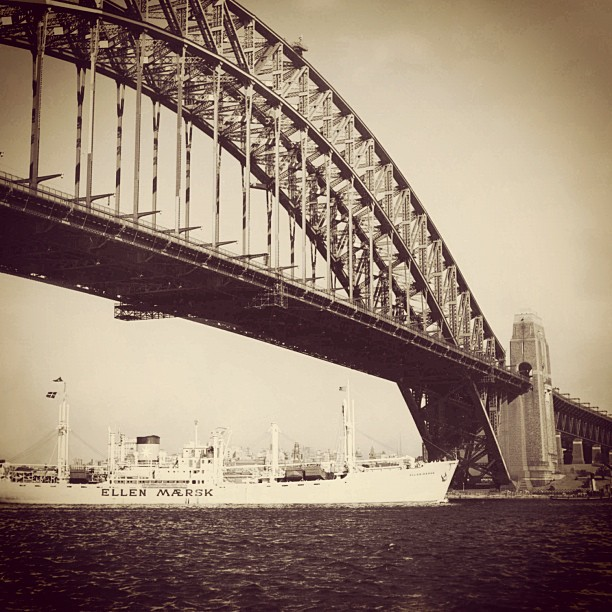
Die Ellen Maersk

Johannes Knudsen (* 22. Dezember 1917; † 10. Februar 1957) war ein dänischer Ingenieur, der versuchte, einen japanischen Fischer in einem schweren Sturm von der Küste von Japan zu retten. Er starb bei dem Versuch. Seither wird Knudsen in Japan geehrt.
Knudsen gehörte zur Besatzung der Ellen Maersk, als diese auf dem Weg von Nagoya nach Kobe vor der Küste von Wakayama bei Gobō auf ein kleines japanisches Fischerboot stieß, das sich in einer Notsituation befand. Zunächst wurde eine Strickleiter von der Ellen Maersk herabgelassen. Da der Fischer aber nicht in der Lage war, an dieser emporzuklettern, stieg Knudsen hinab, um ihn zu retten. Dabei kamen aber beide Männer ums Leben. Eine Bronzestatue Knudsens im Hinomisaki-Park erinnert an ihn. Im Bangsbo-Museum wird ebenfalls an den Seemann erinnert, der in Frederikshavn bestattet wurde.